# Robinsons varsovianos

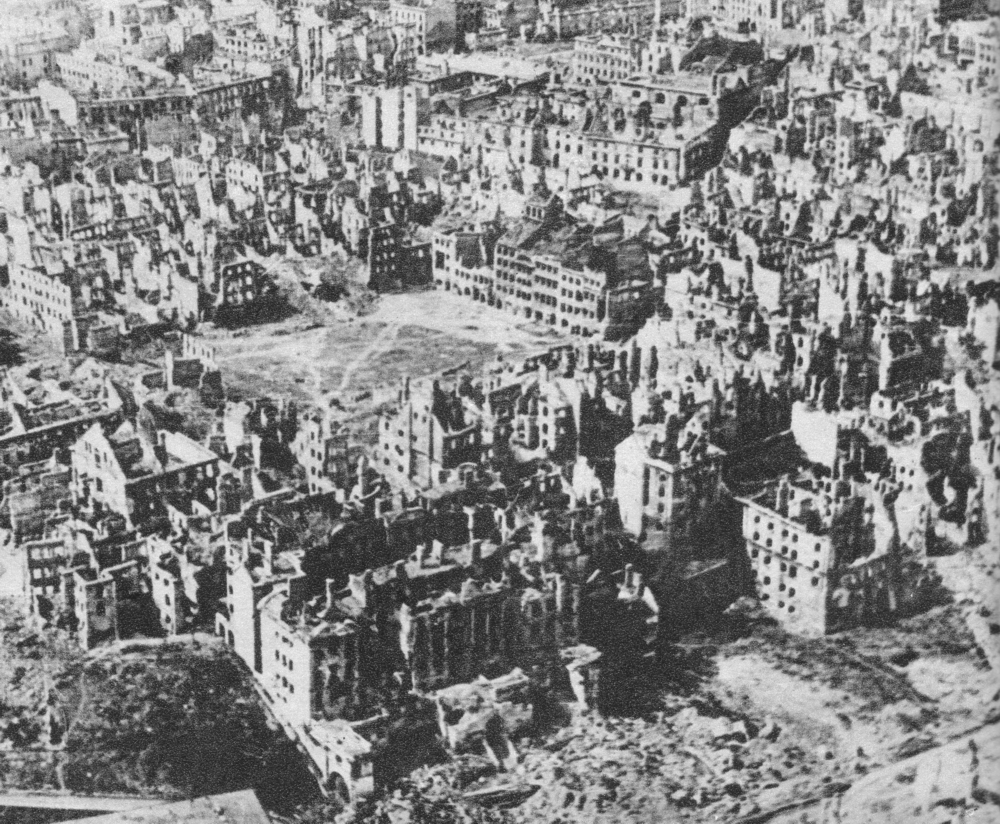
As ruínas de Varsóvia em janeiro de 1945.

Robinsons Varsovianos – nome dado às pessoas que decidiram ficar na capital polaca depois da capitulação da Revolta de Varsóvia (1 de setembro até 3 de outubro de 1945). Os robinsons se escondiam de alemães nazistas em ruínas de Varsóvia. Muitos deles ficaram no seu esconderijo até a chegada do Exército Vermelho e Exército Popular Polaco a Varsóvia no dia 17 de janeiro de 1945 em ofensiva no Vístula-Oder. O robinson mais famoso era Władysław Szpilman.

## Origem
O termo "robinson varsoviano" aparece pela primeira vez antes da segunda guerra mundial em romance "Dois fins do mundo" de Antoni Słonimski, lançado em 1937 e que representa o gênero de ficção científica.

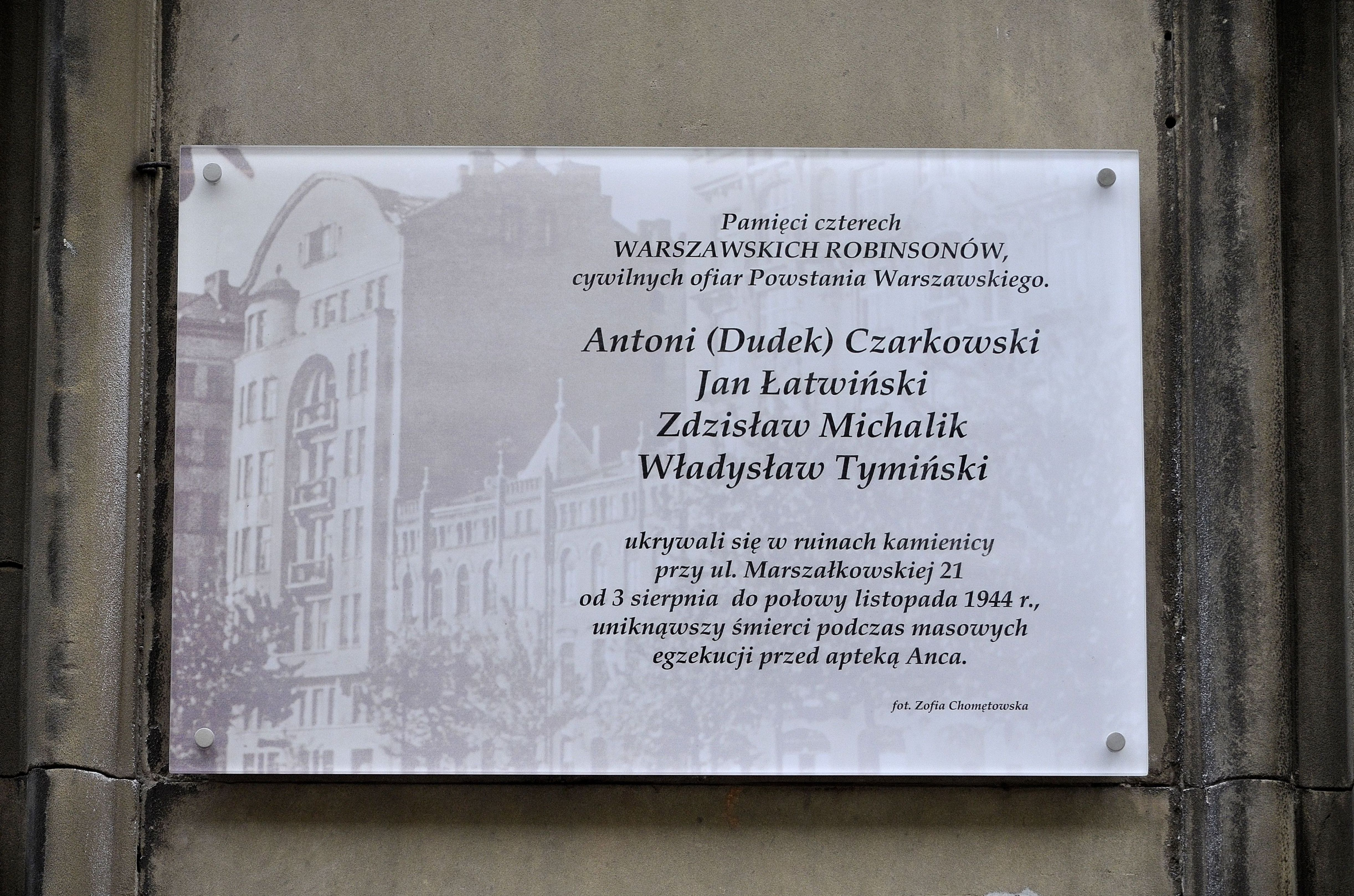
O quadro ao homenagem dos quatro robinsones de Varsóvia, fundado em 2015 no edifício na rua Marszałkowska 21/25.

O antagonista da obra, o Hans Retlich, cujo nome é um anagrama da palavra Hitler, achou o programa político do líder nazista insuficiente radical. Por isso emita os raios azuis da morte que destroem a nação humana. Por coincidência, o Henryk Szwalba sobrevive o ataque do Retlich. O autor, no quarto capítulo, denomina-o como robinson varsoviano. Além disso faz muitas referências ao romance "Aventuras de Robinson Crusoe" de Daniel Defoe. Por exemplo o protagonista encontra Chomiak. Um alcoólatra usando dialecto varsoviano como uma analogia à Sexta-feira.

## Evacuação de Varsóvia
Apos da capitulação de Varsóvia em 2 de janeiro de 1944. Todos os civis e soldados do Clandestino Polaco eram obrigados a abandonar a cidade. Maioria dos sobreviventes retirou-se do capital nos primeiros dias do outubro. Depois de passar pelo Dulag 121 em Pruszków. A maioria das pessoas foi mandada para trabalhos forcados dentro do Terceiro Reich ou deportada para dentro do Governo Geral. Evacuação dos feridos e doentes dos hospitais acabou em 24 de outubro de 1944. No mesmo dia a direção do PCK (O cruz Vermelho Polaco) finalmente evacuou-se para Radom. Desde 25 de outubro de 1944 civis eram proibidos de permanecer na cidade. Nesse tempo a Varsóvia era terreno militar em que nazistas roubaram os bons deixados na capital e começaram a destruir Varsóvia parte por parte.
Apesar dos atos dos nazistas, ainda havia pessoas escondendo-se nas ruínas da cidade vazia. Os chamados robinsons varsovianos. Homens, mulheres, adolescentes, idosos, feridos e doentes que não queriam ou não podiam abandonar sua cidade e começar seu exilio por vários motivos. Entre eles sobreviventes das execuções coletivas de Reinfarth e Dirlewanger, escondidos dos seus algozes nos porões varsovianos, que mal sabiam que Levante de Varsóvia terminou e deveriam afastar se da cidade. Alem disso havia pessoas que acharam sua permanência na cidade um tipo de rebeldia perante os Nazistas.
Hoje em dia é difícil de definir a sua quantidade. Segundo Jadwiga Marczak eram 400 pessoas, o Stanislaw Kopf calcula seu número como 1000 pessoas. Vivendo sozinhos ou criando grupos. O maior possuía 37 pessoas vivendo num porão num edifício na rua Sienna. Eles permaneceram em todas partes de Varsóvia, maiores agrupamentos viviam escondidos nos porrões e sótãos nos bairros de Śródmieście, Ochota e Żoliborz. As suas habitações possuíam varias entradas e transições entre edifícios vizinhos. Geralmente ocuparam os edifícios mais destruídos para evitar os incêndios e bombardeamentos dos nazistas.

## Condições da vida
Condições da vida dos Robinson eram extremamente difíceis. O problema básico era falta da água e comida. Além disso, eles tinham de tomar cuidado para não deixar nenhum sinal da sua existência. Por isso não podiam sair do seu esconderijo sem um motivo sério. Eles viviam num estresse permanente e sofriam de problemas psicológicos causados por viver em isolação. Segundo Relato de um dos fugitivos:
“No inverno aquecemos o quarto com um pequeno fogão de ferro. O combustível era suficiente, mas por medo de alemães verem a fumaça, só o usamos a noite. Durante o dia nos principalmente dormimos. A nossa vida sempre começava após do por do sol.”
Os robinsons geralmente evitaram o contato com alemãs. Para os nazistas eles constituirão um perigo e eram e espiões bolcheviques. No dia 18 de outubro de 1944 o general Smilo von Luttwitz avisou os seus soldados que “em ruínas de Varsóvia ainda pode-se encontrar os polacos elaboradores que constituem um perigo para forcas armadas alemãs.”. Por isso ordenou aos seus regimentos (numero 17, 23 e 34) para esvaziar a cidade. Os robinsons capturados geralmente eram matados imediatamente. A exceção uma situação no dia 15 de novembro de 1944 em que os fugitivos eram mandados para Pruszków.
Os destinos dos robinsons eram vários. Alguns conseguiram manter contato com pessoas fora da cidade e abandona-la com ajuda dos trabalhadores PCK e RGO (Concelho Central de Cautela). Outros eram matados pelos nazistas ou ficaram no seu esconderijo até chegada do Exército Vermelho em 1945.
O robinson varsoviano mais famoso era Wladyslaw Szpilman. Outros que escondiam-se nas ruinas da cidade eram Marek Edelman e jornalista Wacław Gluth-Nowowiejski.

## Filme
O enredo foi escrito pelos Czesław Miłosz e Jerzy Andrzejewski baseado nos relatos de Władysław Szpilman. O roteiro sofreu uma mudança radical com acordo com propaganda comunista e foi usada como base para filme Cidade invencível.

## Homenagem
No dia 2 de outubro de 2015 era fundado o quadro a homenagem dos 4 robinsons que escondiam-se no edifício entre ruas Marszałkowska e Oleandrów Antoni (Dudek) Czarkowski, Jan Łatwiński, Zdzisław Michalik e Władysław Tymiński. O quadro esta situado na parede do edifício na rua Marszałkowska 21/25.